# FC Talanta
Der Football Club Talanta ist ein kenianischer Fußballverein mit Sitz in der Hauptstadt Nairobi.  Der Verein spielt aktuell in der ersten Liga des Landes, der Kenyan Premier League.

## Stadion
Der Verein trägt seine Heimspiele im Ruaraka Stadium in Nairobi aus. Das Stadion hat ein Fassungsvermögen von 4000 Personen.

## Saisonplatzierung
| Saison  | Liga                  | Level | Platz |
| ------- | --------------------- | ----- | ----- |
| 2021/22 | Kenyan Premier League | 1     | 12.   |
| 2022/23 | Kenyan Premier League | 1     | 14.   |
| 2023/24 | Kenyan Premier League | 1     |       |